# The Bryant
The Bryant, auch Park Terrace Hotel, ist ein gemischt genutztes Hochhaus in Manhattan in New York City, Vereinigte Staaten. Es beherbergt das 4-Sterne-Hotel „Park Terrace Hotel“ sowie Eigentumswohnungen.

## Beschreibung
Das Gebäude steht in Midtown Manhattan an der West 40th Street zwischen der Fifth Avenue und der Sixth Avenue (Avenue of the Americas) am bekannten Bryant Park und direkt gegenüber der öffentlichen städtischen Bibliothek New York Public Library. Die Adresse lautet 16 West 40th Street.
Das zuvor als Parkplatz genutzte Baugrundstück war das letzte unbebaute Grundstück am Bryant Park. Aufgrund der historischen Umgebung genehmigte die Stadt New York 2007 erstmals den Bau eines Gebäudes an diesem Ort, das den Richtlinien der Landmarks Preservation Commission (LPC) entsprechen muss. The Bryant entwarf der englische Architekt Sir David Chipperfield. Es ist sein erstes größeres Wohnbauprojekt in New York. Bauherr, Bauträger und Eigentümer ist die HFZ Capital Group. Geplant ab Oktober 2014, erfolgte der Baubeginn 2015 und das Gebäude erreichte Ende 2016 seine Endhöhe. Im Juni 2021 war The Bryant komplett fertiggestellt. Das Hochhaus ist 122,5 Meter (402 Fuß) hoch und besitzt 33 Stockwerke. Es hat eine fünfgeschossige Basis, die das gesamte Grundstück einnimmt. Darüber erheben sich mit einem Rücksprung an der westlichen Seite, auf dem eine Terrasse angelegt ist, die weiteren Stockwerke bis zur Gebäudekrone, die von zwei Triplex-Penthouses gebildet wird. Die Penthouses besitzen mit Säulen begrenzte Terrassen. Die Fassade besteht aus raumhohen Fenstern sowie hochglanzpolierten Betonelementen mit Zusatzstoffen, die den Steinarten an den Fassaden der historischen Nachbargebäuden entsprechen. Die Betonelemente sind an der Nord- und Südfassade in der Tiefe gitterartig leicht versetzt angebracht, die dortigen vertieft sitzenden Fenster besitzen französische Balkone.
Die ersten 14 Etagen werden von dem „Park Terrace Hotel“ mit 230 Zimmern belegt, die Stockwerke darüber beherbergen die 57 Eigentumswohnungen, darunter zwei Penthouses. Das Erdgeschoss wird von je einer Lobby für Hotel und Wohneinheiten sowie zwei Gewerbeeinheiten eingenommen. In der sechsten Etage befindet sich der private Club „Branch“ für Mitglieder und der Zugang zur Außenterrasse auf der Basis. Im Erdgeschoss befinden sich mit eigenen Eingängen und Adressen ein Restaurant der Kette „La Pecora Bianca“ mit italienischer Küche und die Bar „Talea Beer Co.“.

## Ansichten

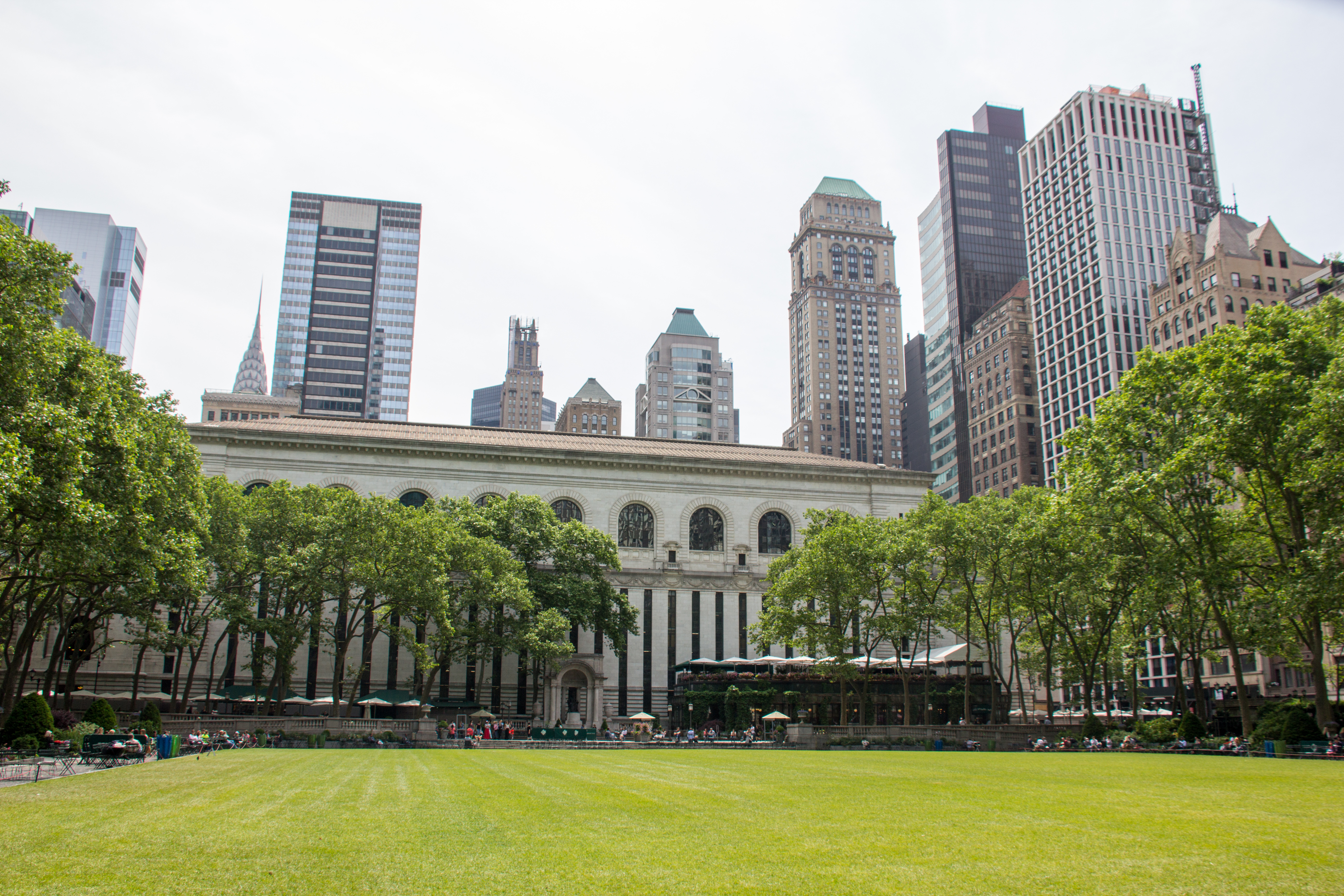
Ansicht vom Bryant Park (rechts)
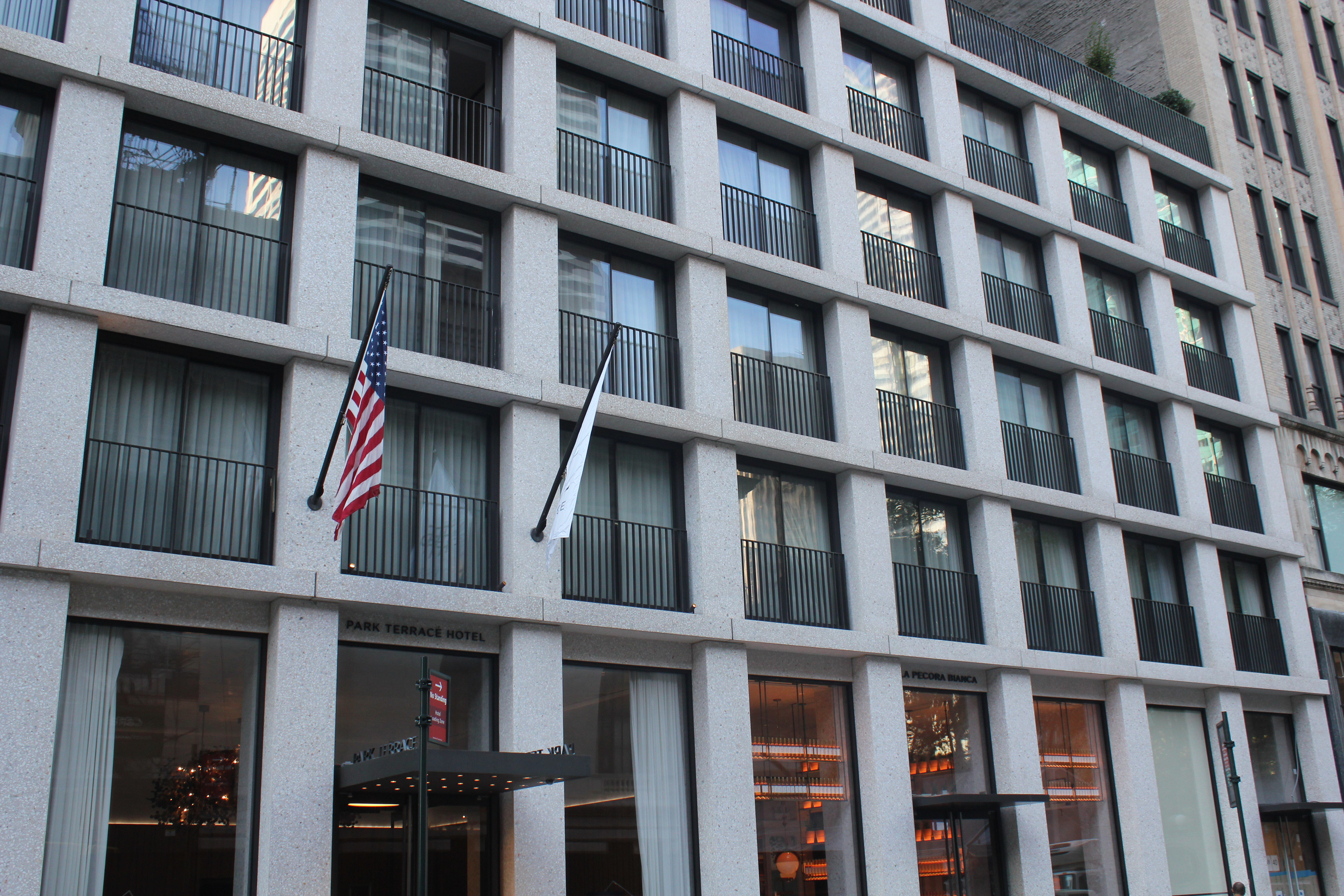
Hoteleingangsbereich
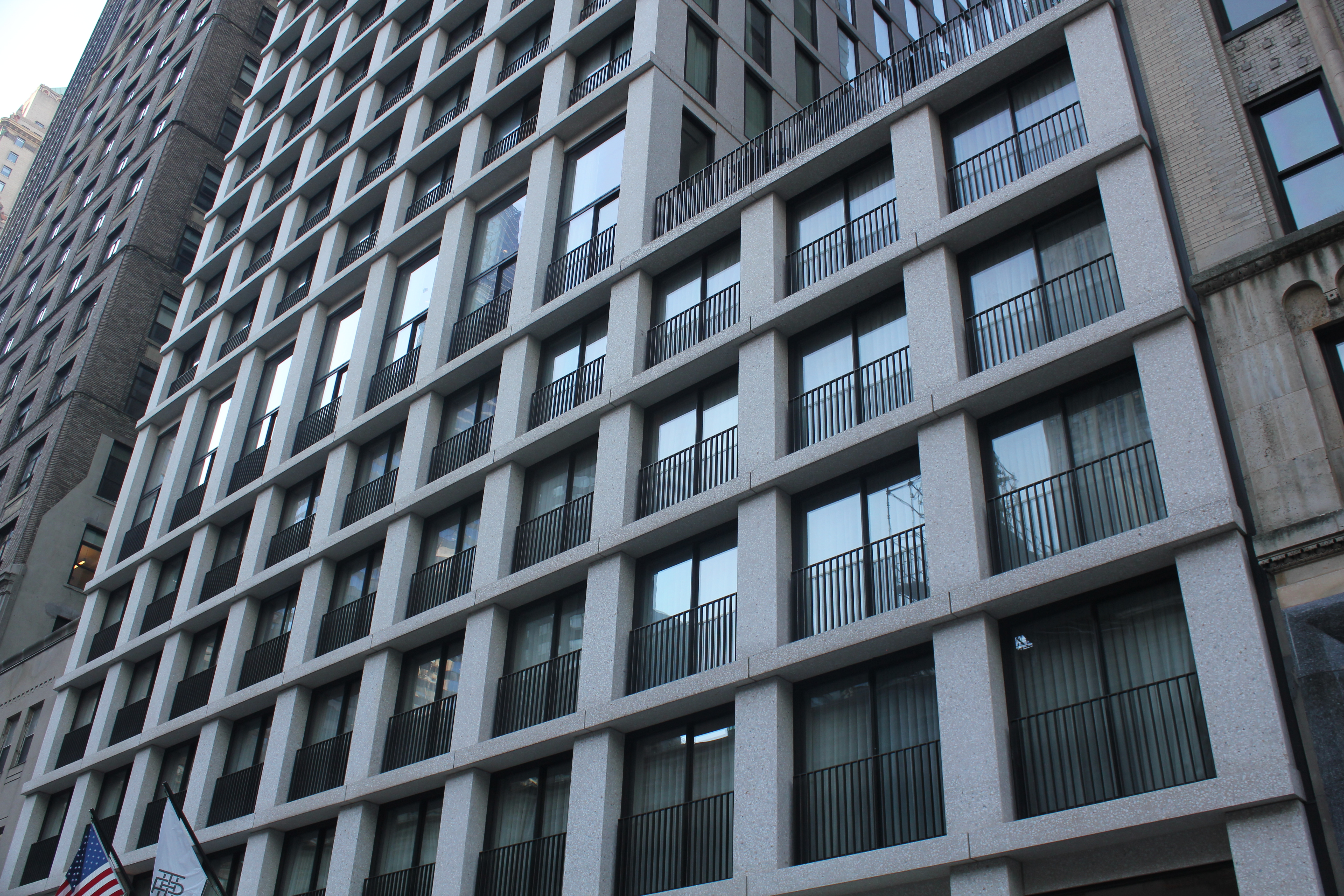
Blick auf die polierte Betonfassade, rechts der Rücksprung mit Terrasse